# Cinderella (película de 1997)
Rodgers & Hammerstein's Cinderella (también conocida simplemente como Cinderella) es una película de televisión de fantasía musical estadounidense de 1997 producida por Walt Disney Television, dirigida por Robert Iscove y escrita por Robert L. Freedman. Basada en el cuento de hadas francés de Charles Perrault, la película es la segunda adaptación y la tercera versión del musical de Rodgers y Hammerstein, que se emitió originalmente por televisión en 1957. Adaptada del libreto de Oscar Hammerstein II, Freedman modernizó el guion para atraer a un público más contemporáneo, actualizando sus temas, en particular reescribiendo a su personaje principal para convertirlo en una heroína más fuerte. Coproducida por Whitney Houston, quien también interpreta al Hada Madrina, la película está protagonizada por Brandy en el papel principal y presenta un elenco racialmente diverso compuesto por Jason Alexander, Whoopi Goldberg, Bernadette Peters, Veanne Cox, Natalie Desselle, Victor Garber, y Paolo Montalbán.
La recepción crítica de la película ha mejorado con el tiempo, y varias publicaciones de los medios la ubican entre las mejores adaptaciones cinematográficas del cuento de hadas. Rodgers & Hammerstein's Cinderella es considerada por los críticos contemporáneos como una película innovadora debido a la diversidad sin precedentes de su elenco y el papel de Brandy.

## Trama
Cinderella se distrae mientras atiende a su madrastra y a sus dos hermanastras en el mercado, donde conoce a un joven encantador. A pesar de tener miedo de presentarse ante él, la pareja se une al darse cuenta de que ambos no están satisfechos con su protegida vida hogareña. Después de ser regañada por hablar con un extraño, Cinderella regresa en ayuda de su familia adoptiva antes de poder darse cuenta de que el joven es el Príncipe Christopher. El Príncipe regresa al palacio, donde es detenido por su ayuda de cámara Lionel por visitar una vez más el reino disfrazado de plebeyo, y descubre que sus padres, la Reina Constantina y el Rey Maximillian, planean organizar un baile para encontrar a su hijo una novia adecuada, idea contra la que protesta enérgicamente porque preferiría casarse por amor. Por sugerencia de Lionel, Constantina y Maximillian se comprometen a que, en caso de que Christopher no tenga éxito en elegir una novia para el baile, se le permitirá encontrar una en sus propios términos.
De vuelta en su propia casa, Cinderella desea asistir ella misma al baile, pero su madrastra ridiculiza la idea y le advierte que un príncipe nunca estaría interesado en ella y que estaría agradecida por su vida actual. Decidida únicamente a reforzar su propia riqueza y estatus social casándose con el príncipe, la familia reconstituida de Cinderella se va al baile, dejando a Cinderella sola en casa. Cinderella pronto recibe la visita de su Hada Madrina por primera vez, quien la anima a ir al baile; transforma mágicamente una calabaza en un carruaje, ratas en lacayos y cocheros, ratones en caballos y sus harapos en un hermoso vestido de fiesta, completo con un par de zapatillas de cristal. Con la advertencia de su Hada Madrina de que el hechizo sólo durará hasta la medianoche, Cinderella se va al baile.
Aún sin quedar impresionado con ninguna de las mujeres jóvenes que conoce, incluidas las hermanastras de Cinderella, Christopher se cansa hasta que llega Cinderella, y la pareja instantáneamente comienza a bailar para disgusto de la familia adoptiva de Cinderella, quienes no pueden evitar sentir que la princesa no identificada. es familiar. Cinderella se consterna y desea irse cuando el Rey y la Reina le preguntan sobre sus antecedentes, pero su Hada Madrina la anima a quedarse. El reloj marca la medianoche cuando Cinderella y el Príncipe comparten su primer beso, pero Cinderella huye a pie mientras el hechizo se revierte, dejando atrás una zapatilla de cristal. Con la bendición de sus padres, Christopher declara que se casará con quien calce la zapatilla, incluso si eso significa probársela a todas las doncellas del reino.
Cuando la familia reconstituida de Cinderella regresa a casa, comienzan a compartir embellecidos relatos de su velada. Cinderella explica que sólo puede imaginar cómo debió haber sido, y se unen brevemente a través del recuerdo, solo para que la madrastra pronto reconozca a Cinderella como la misteriosa princesa con quien el Príncipe bailó e insiste en que ella nunca será más que una común y corriente. chica. Con el apoyo final de su Hada Madrina, Cinderella finalmente decide huir de casa.
Cuando el Príncipe y Lionel llegan a la casa de Cinderella, la Madrastra encierra a Cinderella en la cocina con la esperanza de mantenerla escondida. La familia reconstituida de Cinderella, incluida la madrastra, se prueba la zapatilla con poco éxito. Lionel exige que se abra la cocina y se registre, y el Príncipe descubre a Cinderella en el patio a punto de huir. Cuando Christopher reconoce a Cinderella en el mercado, se prueba la zapatilla en su pie y le queda perfecta. Al final, Cinderella y el Príncipe se casan en una gran ceremonia, mientras las puertas del palacio se cierran sobre su familia adoptiva, obligándolas a mirar desde afuera.

## Reparto
- Brandy Norwood como Cinderella
- Whitney Houston como Hada Madrina[1][2]
- Paolo Montalbán como Príncipe Christopher
- Jason Alexander como Lionel
- Victor Garber como Rey Maximillian[3]
- Whoopi Goldberg como Reina Constantina[3]
- Bernadette Peters como Madrastra
- Veanne Cox como Calliope
- Natalie Desselle como Minerva

## Recepción

### Respuesta crítica
Rebecca Paller, de Playbill, calificó la proyección en Nueva York como "rebosante de actuaciones estelares, decorados lujosos" y "exuberantes trajes con los tonos del arcoíris", y describió la música como "más fresca que nunca". Según Paller, la proyección se parecía más a una prueba de Broadway que a un avance de una película, ya que, según se informa, el público aplaudió al final de cada canción. Elogiando sus decorados, vestuario, coreografía y guion, Paller concluyó que "todo lo relacionado con la obra de televisión funcionó", y predijo que tanto el público joven como el adulto encontrarán el programa memorable. Aunque fue bien recibido por el público, Cinderella se estrenó con críticas generalmente mixtas por parte de la mayoría de los críticos, quienes criticaron algunas de sus canciones, elenco y enfoque feminista, en ocasiones considerando es inferior a las versiones de 1957 y 1965. Algunos fanáticos puristas quedaron menos impresionados con los arreglos contemporáneos. de la música original de Rodgers y Hammerstein. Los críticos se han suavizado hacia la película con el tiempo, obteniendo un 86% en el total de reseñas en Rotten Tomatoes.

### Premios y nominaciones
La película recibió varios premios. Rodgers & Hammerstein's Cinderella fue nominada para siete Premios Primetime Emmy.

## Legado
En su libro The Cambridge Companion to the Musical, el autor Nicholas Everett identificó Rodgers & Hammerstein's Cinderella entre los importantes musicales televisivos que "renovaron el interés en el género" durante la década de 1990, con Playbill reconociéndolo como "el resurgimiento de las películas musicales televisadas".

### Importancia cultural
Rodgers & Hammerstein's Cinderella se considera una película "innovadora" debido a su reparto diverso, en particular al elegir a una actriz negra como Cenicienta. Brandy es considerada la primera afroamericana en interpretar a Cenicienta en la pantalla.
Brandy y Montalbán repiten los papeles como Cenicienta y el Rey Encantador en la película de Disney+ Descendants: The Rise of Red, parte de la franquicia Descendants, como versiones de los personajes basadas en la película La Cenicienta de 1950.